# きみをつれていく
「きみをつれていく」は、安倍麻美の3rdシングル。

## 概要
前作から約3ヶ月ぶりとなるシングル。
2作連続でオリコンチャートTOP10入りを達成。
3作連続で作詞は326、作曲は筒美京平による。 
『超星神グランセイザー』エンディングテーマ。
カップリング「会いたい」は安倍自身による作詞。
初回限定盤と通常盤の2形態で発売。
初回限定盤は特典として短編映画『空の記憶』のDVDが同梱される。

## 収録曲
全曲作曲：筒美京平
1. きみをつれていく（4分27秒）
作詞：326　編曲：井上ヨシマサ
2. 会いたい（4分43秒）
作詞：安倍麻美　編曲：中西亮輔
3. きみをつれていく（Instrumental）（4分2４秒）